# Matów
Matów (ukr. Матів) – wieś na Ukrainie w rejonie czerwonogrodzkim obwodu lwowskiego.

## Historia
Pod koniec XIX w. wieś w powiecie włodzimierskim.